# Kedungudi
Kedungudi is een bestuurslaag in het regentschap Mojokerto van de provincie Oost-Java, Indonesië. Kedungudi telt 877 inwoners (volkstelling 2010).